# Ramphotyphlops centralis
Ramphotyphlops centralis este o specie de șerpi din genul Ramphotyphlops, familia Typhlopidae, descrisă de Storr 1984. Conform Catalogue of Life specia Ramphotyphlops centralis nu are subspecii cunoscute.